# ミハウ・クフャトコフスキ
ミハウ・クフャトコフスキ（Michał Kwiatkowski、1990年6月2日 - ）は、ポーランド、クヤヴィ＝ポモージェ県ヂャウィニ又はヘウムジャ出身の自転車競技（ロードレース）選手。名は「ミカル」、姓は「クヴィアトコヴスキ」「クヴィアトコウスキー」「クウィアトコウスキー」「クフィアトコフスキ」等とも書かれる。日本の放送解説ではバイクのKawasakiと表記が似ていることから「カワサキさん」と呼ばれることがある。

## 経歴
2010年、カハ・ルラルと契約。
2011年、チーム・レディオシャックに移籍。
2012年、オメガファーマ・クイックステップに移籍。ツール・ド・ポローニュにて総合2位と健闘する。
2014年、バスク一周にて得意のTTで順位を上げ、総合2位を獲得。ツール・ド・ロマンディのプロローグとなる個人タイムトライアルにてUCIワールドツアー初のステージ勝利を挙げる。
そして、シーズン後半の一大決戦となる世界選手権にてアタックを決め優勝。ポーランド人初のロード世界王者となった。
2015年、アムステルゴールドレースにてUCIワールドツアーワンデーレース初優勝を挙げる。
2016年、チーム・スカイに移籍。E3・ハレルベークにて新旧世界チャンピオンの一騎打ちを制し、優勝。
2017年、UCIワールドツアーに格上げされたストラーデ・ビアンケにて二度目の優勝。続く、ミラノ〜サンレモでは世界チャンピオンペーター・サガンを破り優勝し、モニュメント初制覇。
2018年は春先から二つのステージレースで総合優勝し、シーズン初頭から好調な走りを見せる。ツール・ド・フランスではゲラント・トーマスとクリス・フルームのダブルエースを献身的にアシストし、トーマスを総合優勝に、フルームを総合3位へ導く。初の総合優勝を狙った母国開催のツール・ド・ポローニュでは区間二連勝を飾り狙い通り個人総合優勝を果たした。
2020年はツール・ド・フランスにアシストとして参加したが、エースのエガン・ベルナルが第17ステージを前に途中棄権したことを受け、チームはステージ優勝狙いに移行。第18ステージ終盤、超級山岳の山頂手前でチームメイトのリチャル・カラパスと2人で先頭に立つと、後続を寄せ付けずそのままゴールへ。肩を組んでフィニッシュラインを越え、少し前に出たクフィアトコフスキがグランツール初勝利を挙げた。

## 主な戦績

### 2007年
- カップ・オブ・グルズィアズ・タウン・プレジデント ジュニア部門　総合優勝
- ピース・レース・ジュニア　総合優勝

### 2008年
- ジュニア世界選手権自転車競技大会・個人タイムトライアル(ITT) 優勝
- ピース・レース・ジュニア　総合優勝
- ヨーロッパ自転車競技選手権大会・ジュニア部門 ITT　優勝

### 2009年
- ポーランド選手権 U23部門・個人ロードレース　優勝
- ツール・ド・スロバキア　区間優勝(第2ステージ)

### 2010年
- シュラキエム・グロドゥフ・ピアストヴキチュ　総合4位

### 2011年
- ドリダーフス・ファン・ウェスト＝フラーンデレン　総合3位
- デ・パンネ3日間　総合3位
- ツール・デュ・ポワトゥー＝シャラント　総合3位

### 2012年
- ドリダーフス・ファン・ウェスト＝フラーンデレン 区間優勝(プロローグ・個人タイムトライアル)
- ツール・ド・ポローニュ　総合2位
- エネコ・ツアー　総合8位

### 2013年
- ヴォルタ・アン・アルガルヴェ　総合2位
- ティレーノ〜アドリアティコ　総合4位、新人賞（第1ステージ優勝・チームタイムトライアル）
- アムステルゴールドレース　4位
- フレッシュ・ワロンヌ　5位
- ポーランド選手権　優勝（ロードレース）
- ツール・ド・フランス　総合11位、新人賞部門3位

### 2014年
- チャレンジ・ブエルタ・ア・マリョルカ　優勝（第3日目）
- ヴォルタ・アン・アルガルヴェ 総合優勝
- ストラーデ・ビアンケ 優勝
- ティレーノ〜アドリアティコ　区間優勝（第1ステージ・チームタイムトライアル）
- バスク一周　総合2位、ポイント賞
- アムステルゴールドレース　5位
- フレッシュ・ワロンヌ　3位
- リエージュ〜バストーニュ〜リエージュ　3位
- ツール・ド・ロマンディ　区間優勝（プロローグ・個人タイムトライアル）
- ポーランド選手権　優勝（個人タイムトライアル）
- ツアー・オブ・ブリテン　総合2位、ポイント賞（第4ステージ優勝）
- 世界選手権　優勝（個人ロード）

### 2015年
- ヴォルタ・アン・アルガルヴェ　総合2位
- パリ〜ニース 総合2位、ヤングライダー賞（プロローグ優勝）
- アムステルゴールドレース　優勝

### 2016年
- E3・ハレルベーク　優勝

### 2017年
- ストラーデ・ビアンケ　優勝
- ミラノ〜サンレモ　優勝
- アムステル・ゴールドレース　2位
- リエージュ〜バストーニュ〜リエージュ　3位
- ポーランド選手権　優勝（個人タイムトライアル）
- クラシカ・サンセバスティアン 優勝

### 2018年
- ヴォルタ・アン・アルガルヴェ　総合優勝、ポイント賞（第2,5ステージ優勝）
- ティレーノ〜アドリアティコ　 総合優勝
- クリテリウム・デュ・ドーフィネ　区間優勝（プロローグ・個人タイムトライアル）
- ポーランド選手権　優勝（ロードレース）
- ツール・ド・ポローニュ　 総合優勝、 ポイント賞（第4,5ステージ優勝）

### 2019年
- パリ〜ニース  ポイント賞、総合3位
- ミラノ〜サンレモ　3位

### 2020年
- ツール・ド・フランス 区間優勝（第18ステージ）

### 2022年
- アムステルゴールドレース　優勝

### 2023年
- ポーランド選手権　優勝（個人タイムトライアル）
- ツール・ド・フランス区間優勝（第13ステージ）、敢闘賞（第13ステージ）

### 2025年
- クラシカ・ハエン（英語版） 優勝

## 脚註
1. ↑  “Michal Kwiatkowski”. Template:Ct.   Decolef. 2014年10月14日時点のオリジナルよりアーカイブ。2013年7月10日閲覧。
2. ↑  『ciclissimo 2017 No.53 プロチームガイド選手名鑑』八重洲出版、2017年、061頁。
3. ↑  『2024サイクルロードレース選手名鑑』八重洲出版、2024年。
4. ↑  発音例 - Forvo
5. ↑  eurosport.onet.
6. ↑  ツール・ド・ポローニュ2012第7ステージ　デゲンコルブが雨の最終スプリント制覇　モゼールが第69代覇者に輝く - cyclowired
7. ↑  ブエルタ・アル・パイスバスコ2014第6ステージ　マルティンが最終TTで2勝目　リードを広げたコンタドールが総合優勝
8. ↑  ツール・ド・ロマンディ2014プロローグ　「この勝利はサプライズ」 クヴィアトコウスキーがロマンディのプロローグを制覇 - cyclowired
9. ↑  ロード世界選手権2014ロードレース エリート男子　雨の世界選でクヴィアトコウスキーが虹を掴む　日本勢は苦戦を強いられる - cyclowired
10. ↑  アムステルゴールド・レース2015　世界王者クヴィアトコウスキーがアムステルでアルカンシェル初勝利 - cyclowired
11. ↑  E3ハーレルベーケ2016　新旧世界チャンピオンの一騎打ち　クヴィアトコウスキーがサガンを下す - cyclowired
12. ↑  ストラーデビアンケ2017　雨の未舗装レースで元世界王者が独走　クウィアトコウスキーが2度目の勝利 - cyclowired
13. ↑  ミラノ〜サンレモ2017　新旧世界王者の息呑む接戦　サガンとアラフィリップを下したクウィアトコウスキー初勝利 - cyclowired
14. ↑  “ツール・ド・フランス2020 第18ステージ アルプス最終日にイネオスがワンツー　クフィアトが勝利し、カラパスがマイヨアポワ獲得”.   cyclowired (2020年9月18日). 2020年9月21日閲覧。